# Ezra Williams
Ezra Tremayne Williams (Marietta, 2 novembre 1980) è un ex cestista statunitense, professionista nella NBDL e in Turchia.

## Palmarès
- All-CBA Second Team (2005)